# Ellerker
Ellerker är en ort och civil parish i Storbritannien.   Den ligger i kommunen East Riding of Yorkshire och riksdelen England, i den sydöstra delen av landet, 250 km norr om huvudstaden London. Ellerker ligger 12 meter över havet och antalet invånare är 307.
Terrängen runt Ellerker är platt. Runt Ellerker är det ganska tätbefolkat, med 139 invånare per kvadratkilometer. Närmaste större samhälle är Kingston upon Hull, 17,7 km öster om Ellerker. Trakten runt Ellerker består till största delen av jordbruksmark.